# ولز (دهانه)
ولز یک دهانه برخوردی در ماه‌ است.